# 熊本市立武蔵中学校
熊本市立武蔵中学校（くまもとしりつ むさしちゅうがっこう）は、熊本県熊本市北区武蔵ヶ丘四丁目にある公立中学校。学区は武蔵小学校区と弓削小学校区（龍田弓削2丁目の一部を除く）である。

## 沿革
熊本市東部の人口増加のため、1970年から1978年にかけ、東郊の熊本市と菊陽町にまたがる丘陵地に武蔵ヶ丘団地が建設された。地区の生徒数増加に伴い、1980年に楠中学校から分離し開校した。
- 1980年（昭和55年） - 熊本市立楠中学校より分離し開校

## 歴代校長
- 1980年（昭和55年） - 初代校長 千原昭嗣
- 1986年（昭和61年） - 第  代校長 吉永時男
- - 第  代校長 東隆正
- - 第  代校長 永畑清
- 2007年（平成19年） - 第  代校長 白石幸春
- - 第  代校長 吉井秀男

## クラブ活動

### 運動部
- 野球部
- サッカー部
- 男子バスケットボール部
- 女子バスケットボール部
- 男子バドミントン部
- 女子バドミントン部
- 女子ソフトテニス部
- バレーボール同好会

### 文化部
- 吹奏楽部
- 放送部
- 美術部

## 学校周辺
- 九州旅客鉄道豊肥本線 武蔵塚駅
- 菊陽町立武蔵ヶ丘中学校 - 本校の校地の北側にある道路が、菊陽町との境界になっており、菊陽町側はこちらの通学区域となる。